# 147a Brigada Mixta (Exèrcit Popular de la República)
La 147a Brigada Mixta va ser una unitat de l'Exèrcit Popular de la República que va participar en la guerra civil espanyola. Durant la major de la contesa va estar desplegada en el front d'Andalusia, sense intervenir en accions de rellevància.

## Historial
La unitat va ser creada l'1 de maig de 1937 a partir d'efectius de l'antiga columna «Maroto» i de reclutes procedents dels reemplaçaments de 1932, 1933 i 1934. El primer cap de la 147a BM va ser el major de milícies Francisco Maroto del Ojo, antic comandant de la columna homònima. Amb posterioritat es van succeir nous comandaments, mentre que la unitat era assignada a la 23a Divisió. Durant la major part de la contesa la brigada no va intervenir en operacions militars de rellevància. El 20 de març de 1938 va intervenir en un petit atac que buscava reconquerir posicions perdudes prop d'Higuera de Calatrava, si bé la temptativa va fracassar. Uns mesos després, el 19 de novembre, un dels seus batallons va assaltar una posició franquista. La 147a BM va desaparèixer amb el final de la guerra, el març de 1939.

## Comandaments
Comandants
- Major de milícies Francisco Maroto del Ojo;[2][3]
- Comandant d'infanteria Mariano Elipe Rabadán;
- Major de milícies José Zarco Martínez;[4]

Comissaris
- Antonio Vázquez Vázquez, de la CNT;[5]